# NGC 1336
NGC 1336 ist eine elliptische Galaxie vom Hubble-Typ E/S0 im Fornax am Südsternhimmel. Sie ist schätzungsweise 58 Millionen Lichtjahre von der Milchstraße entfernt und hat einen Durchmesser von etwa 35.000 Lj. Unter der Katalognummer FCC 47 ist sie als Mitglied der Fornax-Galaxienhaufens klassifiziert.

Im selben Himmelsareal befinden sich u. a. die Galaxien NGC 1326 und NGC 1351.
Das Objekt wurde am 22. Oktober 1835 von dem Astronomen John Herschel entdeckt.